# Geneviève Spik
Geneviève Spik, née à Libercourt le 27 novembre 1939 et morte à Cambrai le 7 février 2009, est une professeure de biochimie de l'université de Lille, spécialiste des lactoferrines.

## Biographie
Née dans une famille de mineurs d'origine polonaise de Libercourt, elle fait ses études au laboratoire de chimie biologique l'université de Lille. Geneviève Spik est recruté par le CNRS en tant qu'attachée puis chargée de recherche. Elle soutient une thèse de doctorat intitulé Étude comparative des propriétés physico-chimiques et de la structure de la transferrine et de la lactotransferrine humaines en 1968 sous la direction de Jean Montreuil. Elle devient enseignant-chercheuse à partir de 1970, puis professeur en 1977, poste qu'elle occupe jusqu’à son départ en retraite.
Elle devient dès les années 1970 une experte reconnue des lactoferrines. Elle construit une équipe de recherche sur la structure et la conformation de la fraction protéique des transferrines et du site de fixation du fer  puis sur la biologie et la pathologie moléculaires des transferrines. Elle rédige de très nombreux articles largement cités, elle forme dans ce cadre très nombreux thésards et collabore avec des industriels qui exploitent les propriétés de cette protéine.  
À la fin des années 1980, elle ouvre une nouvelle voie et met en place une nouvelle équipe de recherche sur des facteurs de croissance dans le lait de femme et découvrit en 1991 la cyclophiline B. Avec son équipe, elle étudie son influence sur les mécanismes de sensibilité à l’immunosuppression. 
Certains de ses étudiants (Joël Mazurier, Annick Pierce, Dominique Legrand, Fabrice Allain...) deviendront à leur tour chercheurs des laboratoires de biochimie de Lille. 

## Reconnaissance
Au début des années 1990, G. Spik contribue à fonder  la conférence internationale sur les lactoferrines.  La première édition International Lactoferrin Conference se déroule à Honolulu en 1993. Elle a organisé la 3rd International Lactoferrin Conference au Touquet en 1997. Depuis son décès Le prix Geneviève-Spik récompense la meilleure présentation d’un étudiant à cette conférence biennale.
Elle reçoit en 1993 le prix Labbé de biochimie décerné tous les quatre ans par l’Académie des sciences.

## Principales publications
- 1981 Henri Debray, Dominique Decout, Gérard Strecker, Geneviève Spik et Jean Montreuil, Specificity of Twelve Lectins Towards Oligosaccharides and Glycopeptides Related to N‐Glycosylproteins, European Journal of Biochemistry
- 1984 Marie‐Hélène Metz-boutigue, Jacqueline Jollès, Joël Mazurier, Françoise Schoentgen, Dominique Legrand, Geneviève Spik, Jean Montreuil et Pierre Jollès, Human lactotransferrin: amino acid sequence and structural comparisons with other transferrins, European Journal of Biochemistry
- 1988 Geneviève Spik, Bernadette Coddeville et Jean Montreuil Comparative study of the primary structures of sero-, lacto- and ovotransferrin glycans from different species, Biochimie Volume 70, Issue 11, November 1988, pages 1459-1469
- 1995 B A Faucheux, N Nillesse, P Damier, G Spik, A Mouatt-Prigent, A Pierce, B Leveugle, N Kubis, J J Hauw, and Y Agid, Expression of lactoferrin receptors is increased in the mesencephalon of patients with Parkinson disease, Proceedings of the National Academy of Sciences
- 1999 Sophie Baveye, Elisabeth Elass, Joël Mazurier, Geneviève Spik et Dominique Legrand, Lactoferrin: A Multifunctional Glycoprotein Involved in the Modulation of the Inflammatory Process, Clinical Chemistry and Laboratory Medicine
- 2001 Fabrice Allain, Christophe Vanpouille, Mathieu Carpentier, Marie-Christine Slomianny, Sandrine Durieux et Geneviève Spik Interaction with glycosaminoglycans is required for cyclophilin B to trigger integrin-mediated adhesion of peripheral blood T lymphocytes to extracellular matrix Proceedings of the National Academy of Sciences